# Салто Кјеза (Ђенова)
Салто Кјеза је насеље у Италији у округу Ђенова, региону Лигурија.
Према процени из 2011. у насељу је живело 452 становника. Насеље се налази на надморској висини од 214 м.